# Pla del Fideuer
El Pla del Fideuer és un coll de muntanya situat entre Puigventós, el Puig Cendrós i les Roques de l'Afrau. Aquest coll és fronterer entre els municipis d'Olesa de Montserrat, al sud, i Vacarisses, al nord.